# Anouar Diba
Anouar Diba (in arabo أنور ديبا‎?; Utrecht, 27 febbraio 1983) è un calciatore marocchino, centrocampista dell'Al-Wakrah.